# Pseudomyrmex nigrocinctus
Pseudomyrmex nigrocinctus är en myrart som först beskrevs av Carlo Emery 1890.  Pseudomyrmex nigrocinctus ingår i släktet Pseudomyrmex och familjen myror. Inga underarter finns listade i Catalogue of Life.

## Bildgalleri

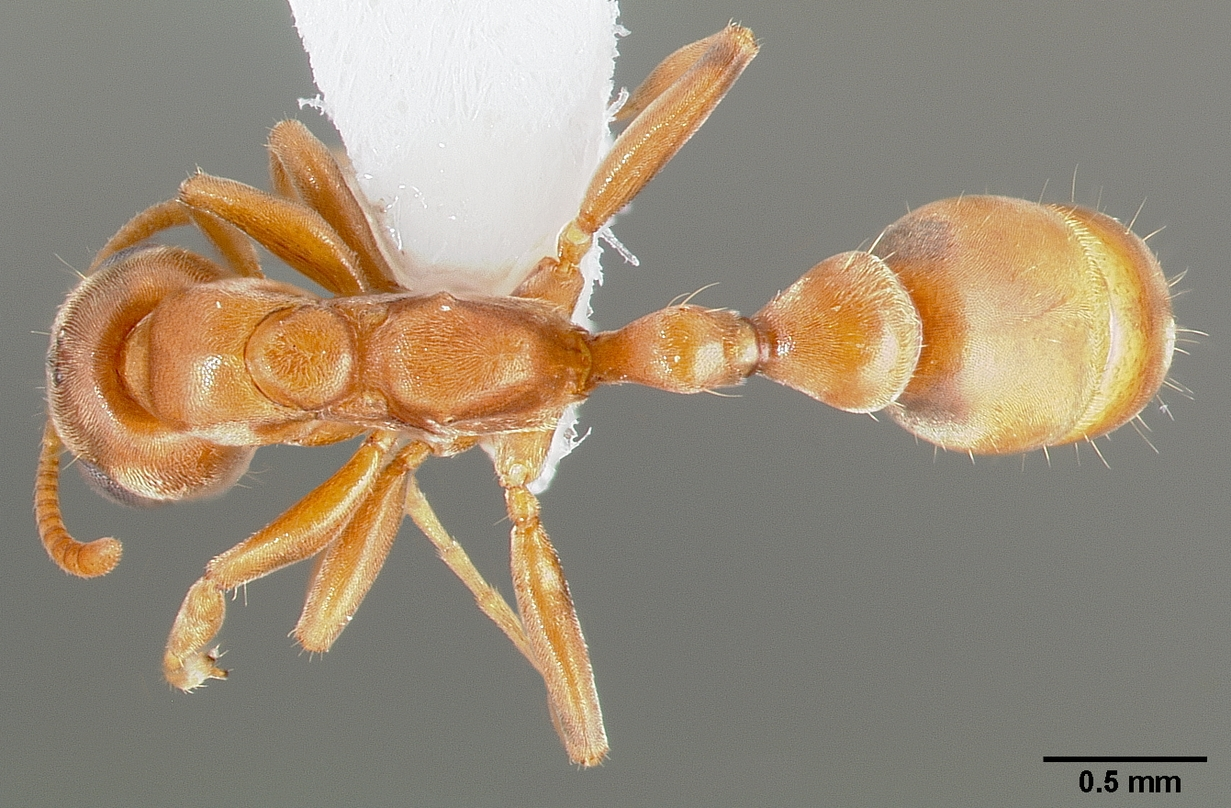
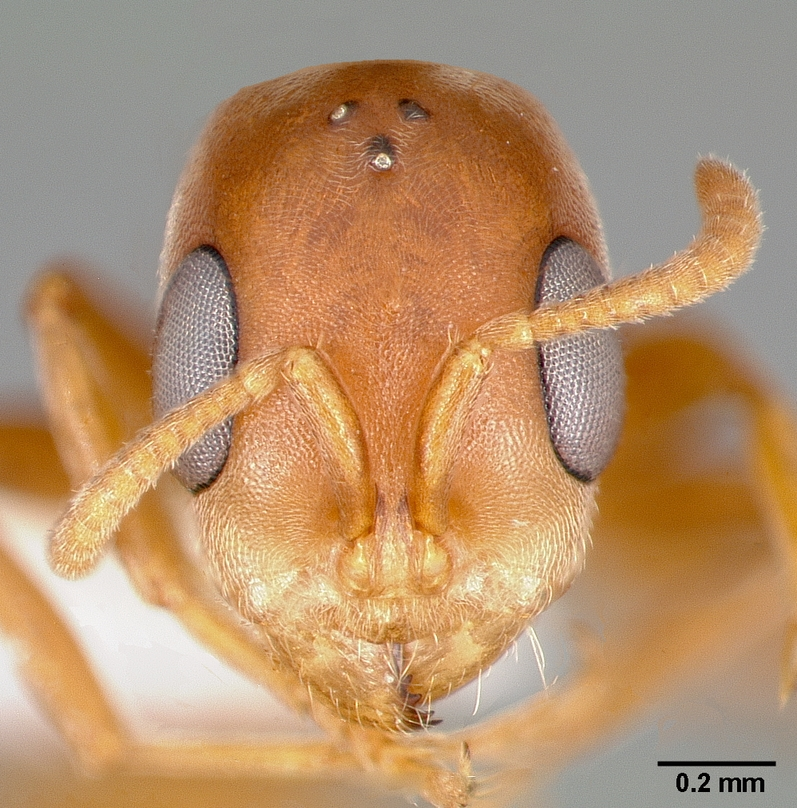
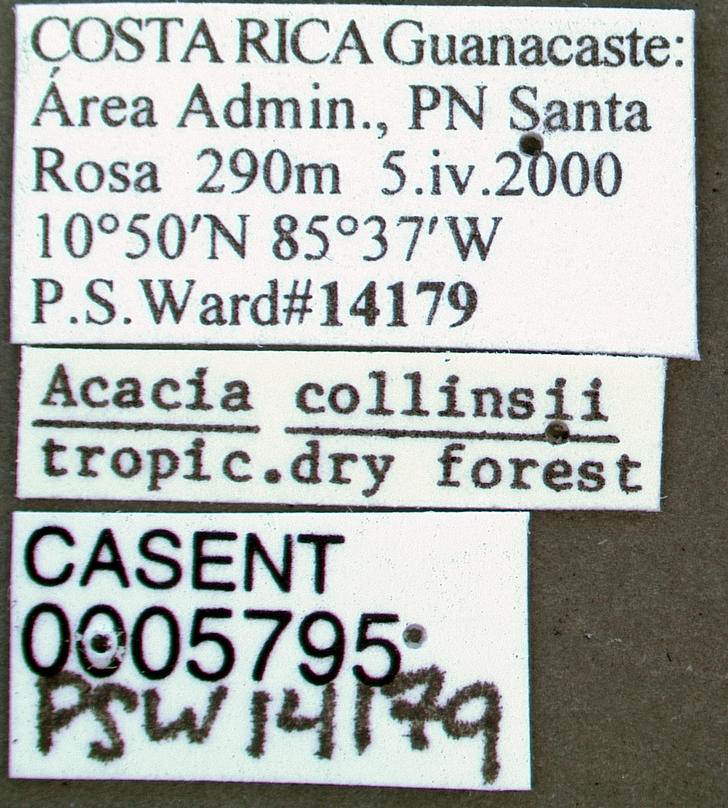
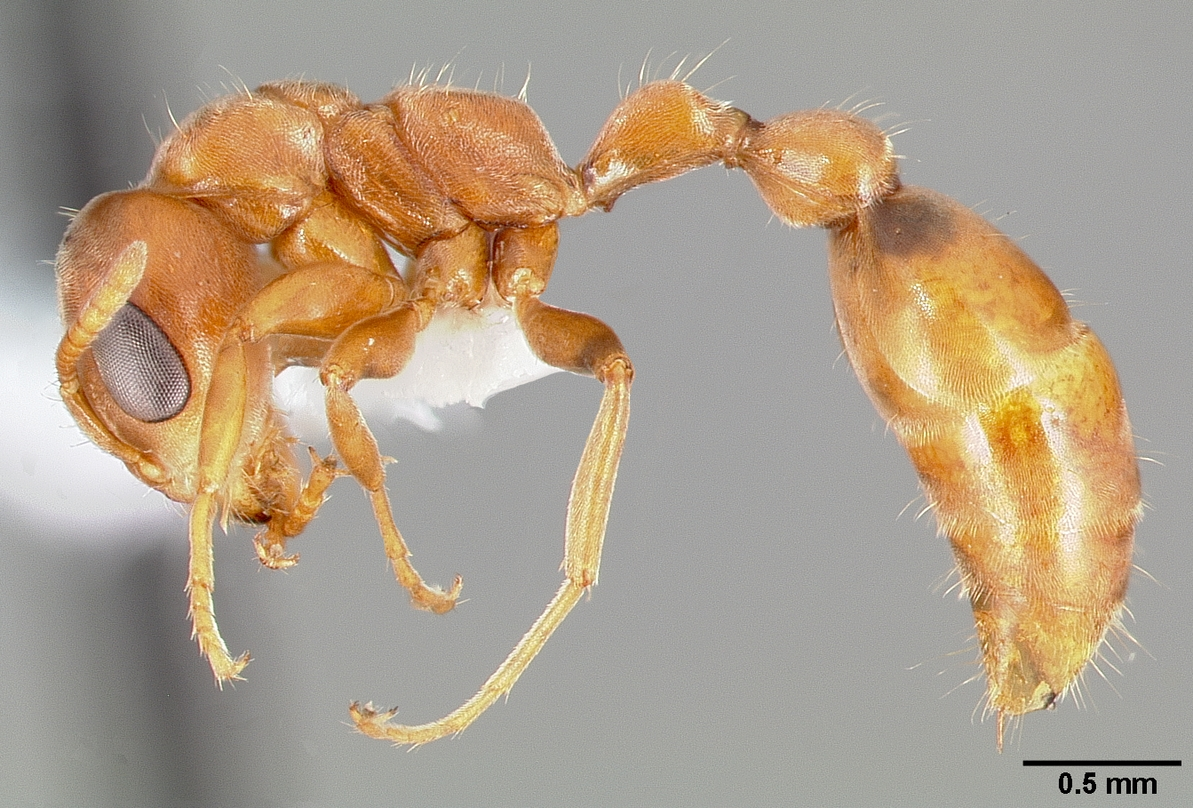